# 卡林維爾 (伊利諾伊州)
卡林維爾（英語：Carlinville）是一個位於美國伊利諾伊州馬庫平縣的城市。根據2010年美國人口普查，該地人口為5917人，而該地的面積約為8.72平方千米。同時該地也是馬庫平縣的縣治。

## 地理
卡林維爾的座標為39°46′00″N 89°53′00″W / 39.76667°N 89.88333°W，而該地的平均海拔高度為189米（即619英尺）。